# Boubín (rozhledna)
Rozhledna Boubín se nachází na stejnojmenné hoře na Šumavě, leží na katastrálním území Včelná pod Boubínem (Obecní úřad Buk v okrese Prachatice).
V současnosti se na vrcholové plošině Boubína v nadmořské výšce 1360 m nachází uzavřená dřevěná rozhledna postavená v letech 2004–2005. V 19. a 20. století jí předcházelo několik dřevěných věží různého účelu. Stavbu rozhledny v roce 2004 provázely námitky ekologických organizací. Po jejím dokončení se stala nejvýše položenou dřevěnou rozhlednou v Česku a celkově druhou nejvýše položenou rozhlednou v Česku (po Rozhledně a televizním vysílači Praděd). V roce 2011 obsadila 2. místo v anketě iDNES.cz o nejhezčí rozhlednu Jihočeského kraje. Boubínská rozhledna patří k šumavským místům, z nichž jsou viditelné téměř 200 km vzdálené Alpy.

## Historie
Od 19. století vzrůstající turistický zájem o vrchol Boubína dokládá kamenný obelisk s nápisem „Kardinal Fürst von Schwarzenberg, 3. 8. 1867“, který vznikl jako vzpomínka na tehdejší výstup kardinála a pražského arcibiskupa Bedřicha Schwarzenberga. Na plošině vedle obelisku postupně stálo několik dřevěných staveb různého účelu.
První jednoduchá dřevěná rozhledna vyrostla na Boubíně již na konci 19. století. V první polovině 20. století byly na vrcholu Boubína postupně vybudovány nejméně dvě dřevěné triangulační věže. V roce 1938 existenci triangulační věže zmiňoval učitel a spisovatel Josef Pavel. Mladší z věží byla třípatrová a zanikla po roce 1960. V roce 1963 již na jejím místě stála rovněž dřevěná vojenská pozorovatelna s malým přístřeškem v nejvyšším patře, která byla využívána i turisty. Po několika letech existence zanikla i tato vojenská pozorovatelna.
Současná rozhledna byla postavena v letech 2004–2005. Investorem a zadavatelem stavby byla pod hlavičkou Mikroregionu Horní Vltava - Boubínsko Obec Kubova Huť. Stavba rozhledny byla provedena firmou SMP Construction a započala v červenci 2004, když skončilo v lokalitě stavby hnízdění ptáků, přesně tak, jak stanovilo stavební povolení. Podle podmínek stavebního povolení nesměla být použita při stavbě žádná těžká technika, takže 60 tun stavebního materiálu bylo postupně dopraveno na vrchol Boubína ručně, lanovkou nebo koňmi. Při hloubení sto metrů dlouhého výkopu pro hromosvod, však použila firma bagr na gumových pásech, za což jí byla udělena pokuta sto tisíc korun. V září 2004 Správa Národního parku Šumava kvůli námitkám ekologických organizací Klub Dětí Země Bohumilice, Hnutí Duha Sušice, Spolek pro ochranu šumavské přírody a Okrašlovací spolek Zdíkovska stavbu pozastavila, ovšem jihočeský krajský úřad i Ministerstvo životního prostředí následně tyto námitky zamítly. Hrubá stavba byla hotova v listopadu 2004. Rozhledna byla slavnostně otevřena v květnu 2005.

## Technické parametry

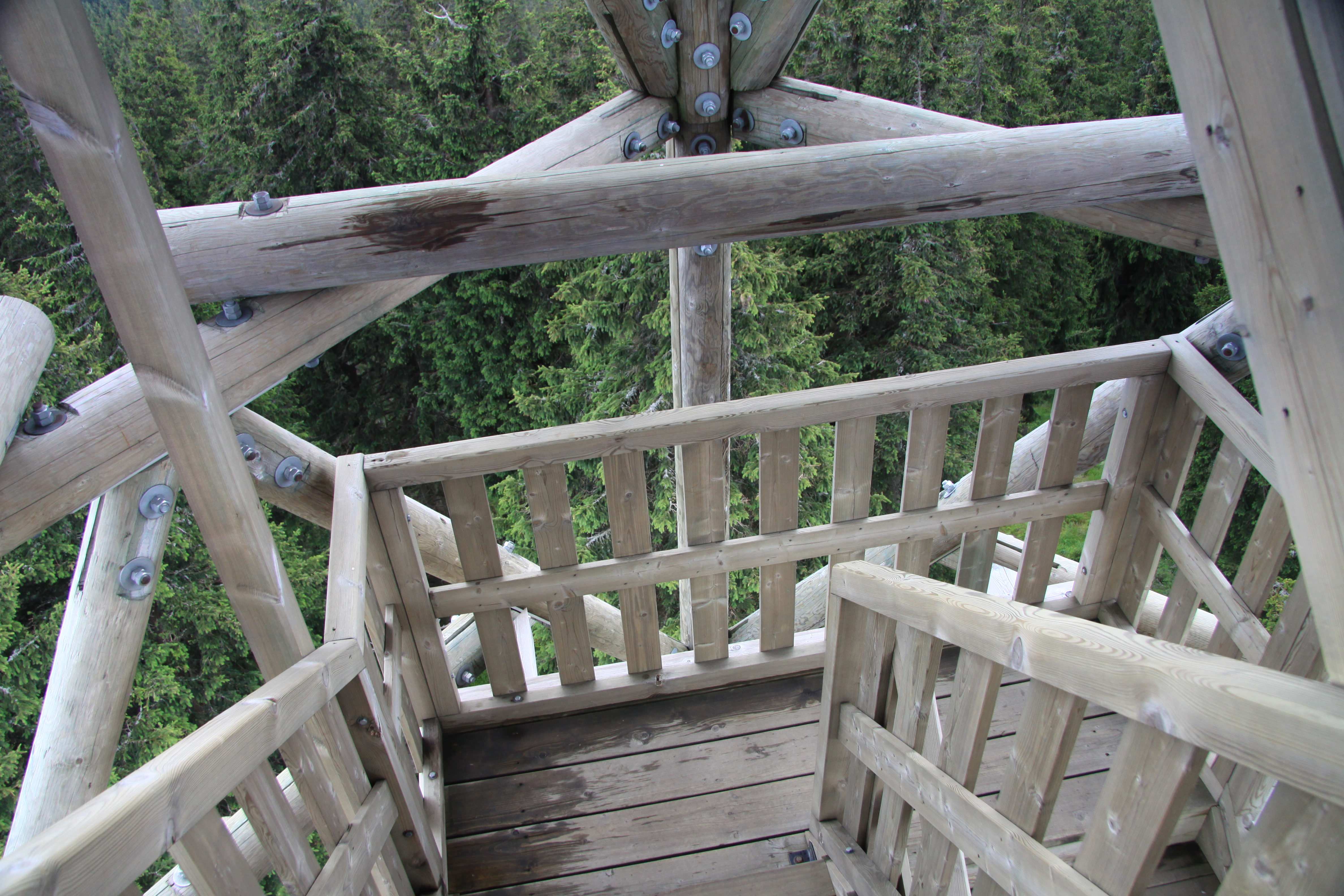
Skelet rozhledny je ze smrkové kulatiny o průměru 20 cm vzájemně provázané ocelovými styčníky spojenými šrouby

Jedná se o stavbu dřevěné rozhledny vysoké 21 metrů s nezastřešenou vyhlídkovou plošinou. Nad koruny stromů vystupuje maximálně o dva metry. Nástupní místo na věž je na úrovni cca 1360 metrů nad mořem, čímž je nejvýše položenou dřevěnou rozhlednou v Česku. Ochoz je umístěný v sedmém nadzemním podlaží a vede na něj dřevěné schodiště (109 schodů) v ose věže. Věž je v základně široká 7 × 7 m a ve vrcholové části se zužuje na šířku 4 × 4 m. Nosné konstrukce ze smrkové tlakově impregnované kulatiny o průměru 20 cm jsou ukotveny na čtyřech železobetonových patkách obložených sbíraným kamenem. Impregnační látka použitá k hloubkovému napouštění dřevěných prvků má ekologický atest a je i pro dané prostředí nezávadná. Skelet je vzájemně provázán ocelovými styčníky spojenými šrouby. Věž má na vstupu opláštění se dveřmi zajišťujícími bezpečný přístup na věž.
Konečná cena stavby i kvůli průtahům s realizací a navýšení DPH pro stavební práce činila tři miliony Kč a byla zaplacena z dotace (450 tis. Kč), sponzorských darů (1,6 mil.Kč) a z obecního rozpočtu Kubovy Hutě (900 tis. Kč).

## Přístup

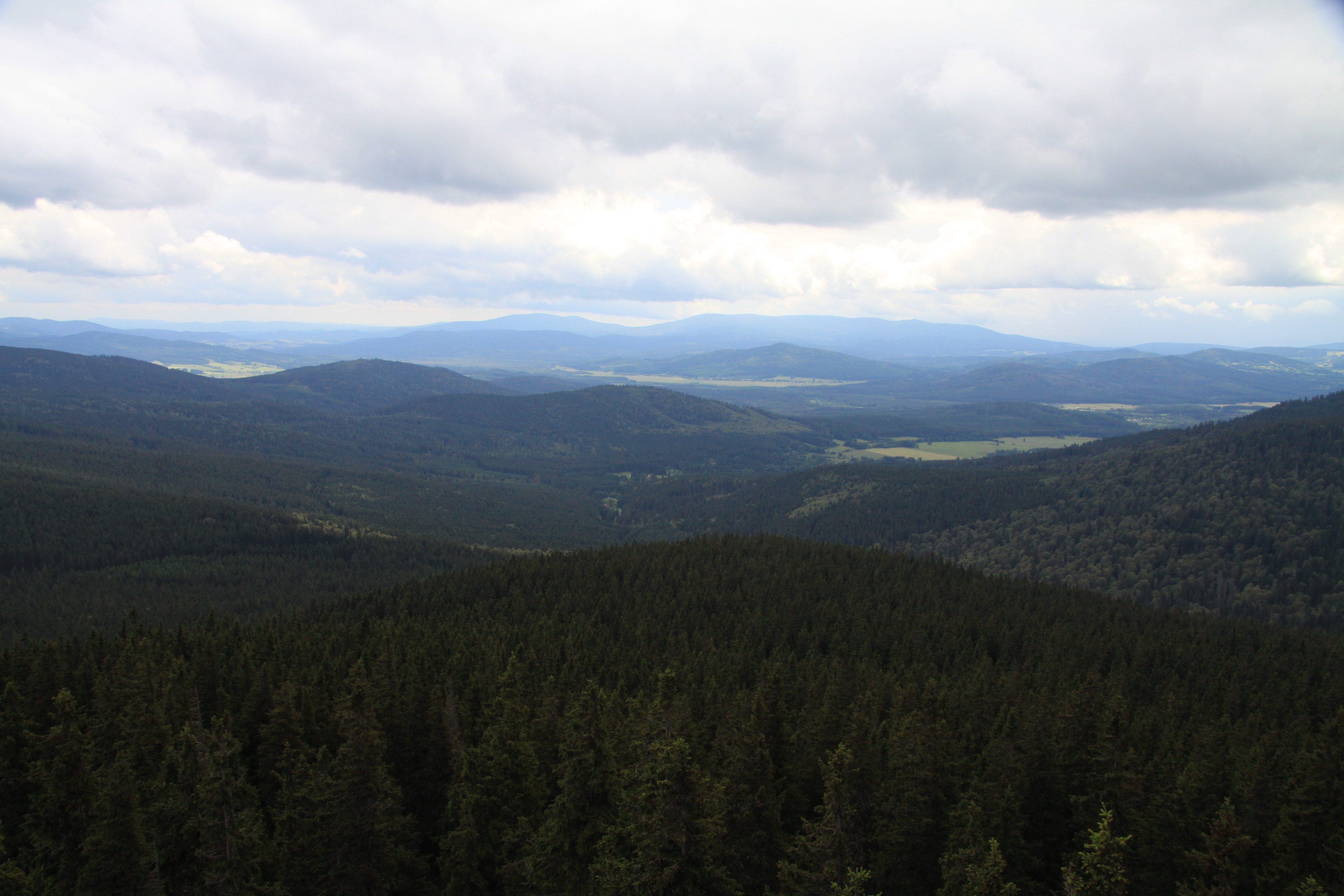
Výhled z rozhledny na Smrčinu, Plechý, Stožec a Třístoličník

Dle studie z roku 2004 vede existence rozhledny a přístupu davů turistů do lokality ke škodám na chráněném území. Po otevření rozhledny v roce 2005 Správa národního parku Šumava ze čtyř přístupových cest na vrchol uzavřela trojici cest, neboť byly údajně ve špatném stavu a nezvládly by zvýšený nápor turistů, který existence rozhledny přinesla. V roce 2006 byl závěr výstupové cesty na Boubín přeměněn na dřevěný chodník se zábradlím. Pro návštěvníky byla rozhledna otevřena nepřetržitě a zdarma. Od roku 2020 byl vybírán vstup 50 Kč, který měl sloužit na stavbu nové rozhledny (stávající měla životnost již jen několik let).

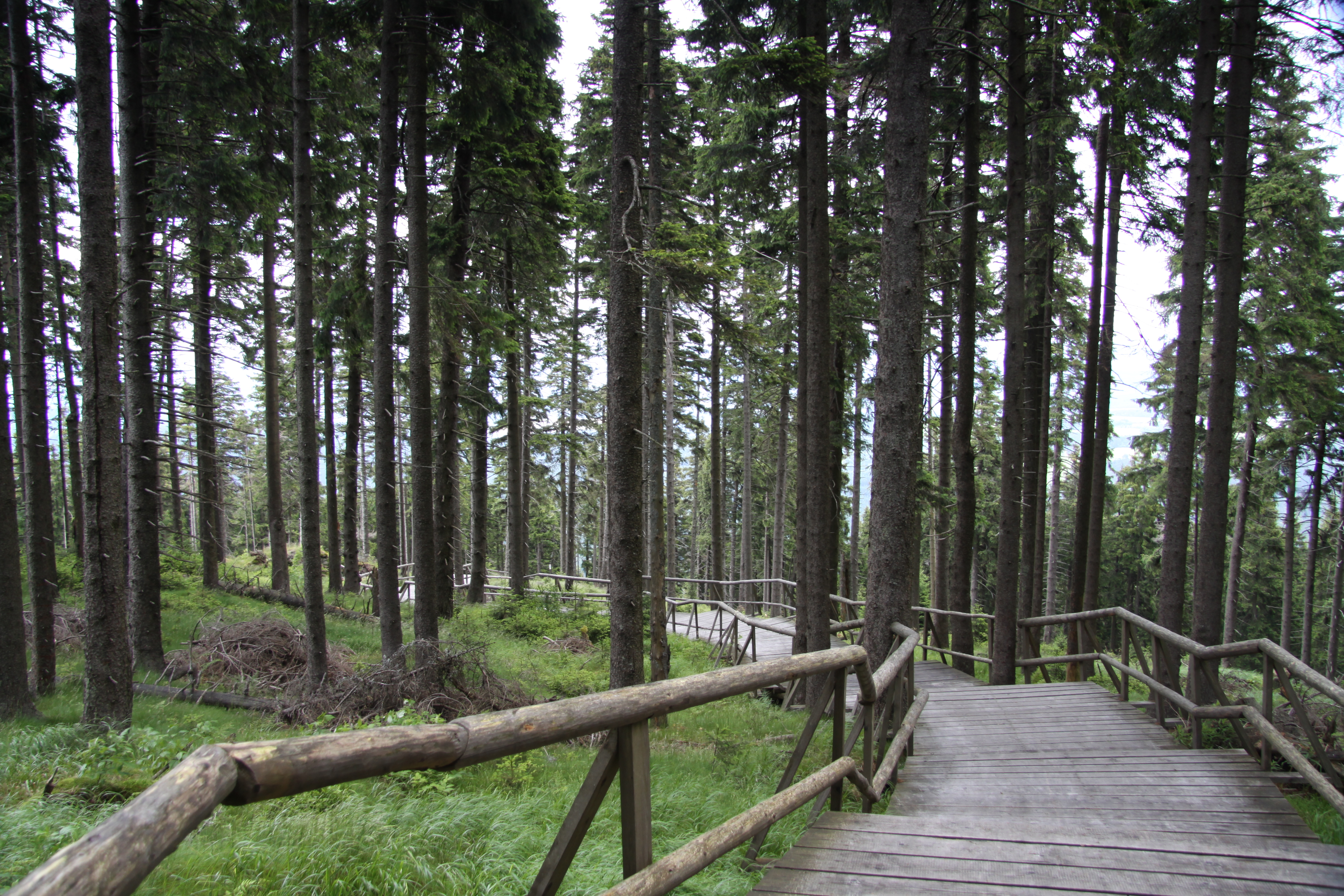
Dřevěný chodník pro snížení eroze vedoucí k rozhledně z Kubovy Hutě

V květnu 2025 byla rozhledna rozhodnutím statiků uzavřena.

## Rozhled
Z rozhledny se otevírá výhled na celé panorama Šumavy (Libín, Kleť, Chlum, Bobík, Smrčina, Plechý, Stožec, Třístoličník, Luzný, Černá hora, Poledník) na jedné straně a do nitra Čech (Vimperk, Brdy, JE Temelín, Hluboká nad Vltavou) na straně druhé. Za dobré viditelnosti lze spatřit Alpy.
| Velký Javor 53 km Poledník 32 km         | Vimperk 8 km Brdy 75 km                                                     | JE Temelín 44 km                      |
| Roklan 31 km Černá hora 19 km            | větrná růžice                                                               | Hluboká nad Vltavou 44 km Libín 14 km |
| Luzný 23 km Haidel 20 km Watzmann 175 km | Smrčina 28 km Plechý 25 km Stožec 12 km Třístoličník 23 km Dachstein 170 km | Kleť 35 km Chlum 22 km Bobík 5 km     |